# George Herbert, 5. grof Carnarvon
George Edward Stanhope Molyneux Herbert, 5. grof Carnarvon, angleški aristokrat in ljubiteljski egiptolog, * 26. junij, 1866, Highclere Castle, Hampshire, † 5. april, 1923, Kairo.
Lord Carnavorn je kot ljubiteljski egiptolog financiral Howarda Carterja med izkopavanji v Dolini kraljev v Egiptu. Leta 1922 sta skupaj odprla grobnico faraona Tutankamona in odkrila zaklad, kakršnega v zgodovini arheologije še ni bilo. 
Nekaj mesecev kasneje je lord Carnarvon nenadoma umrl in pojavile so se govorice o Tutankamonovem prekletstvu. Bolj verjeten vzrok smrti je zastrupitev krvi, ko si je med britjem popraskal pik okuženega komarja. Carter je umrl mirno šele dvanajst let po odprtju grobnice.
1. 1 2  Encyclopædia Britannica
2. 1 2  Lundy D. R. The Peerage
3. ↑  Proleksis enciklopedija, Opća i nacionalna enciklopedija — 2009.